# عصفور من الشرق (رواية)
عصفور من الشرق، رواية من تأليف توفيق الحكيم صدرت عام 1938.
ترجمت ونشرت بالفرنسية عام 1946 طبعة أولى، ثم طبعة ثانية في باريس عام 1960. تعتبر «عصفور من الشرق» من المسرح الذهني نظراً لصعوبة تجسيدها على المسرح، ففي هذا المذهب الذي ابتكره الحكيم تكون الشخصيات رموزاً.

## وصلات خارجية
- آراء القراء حول رواية عصفور من الشرق على موقع أبجد